# Gosslerhaus

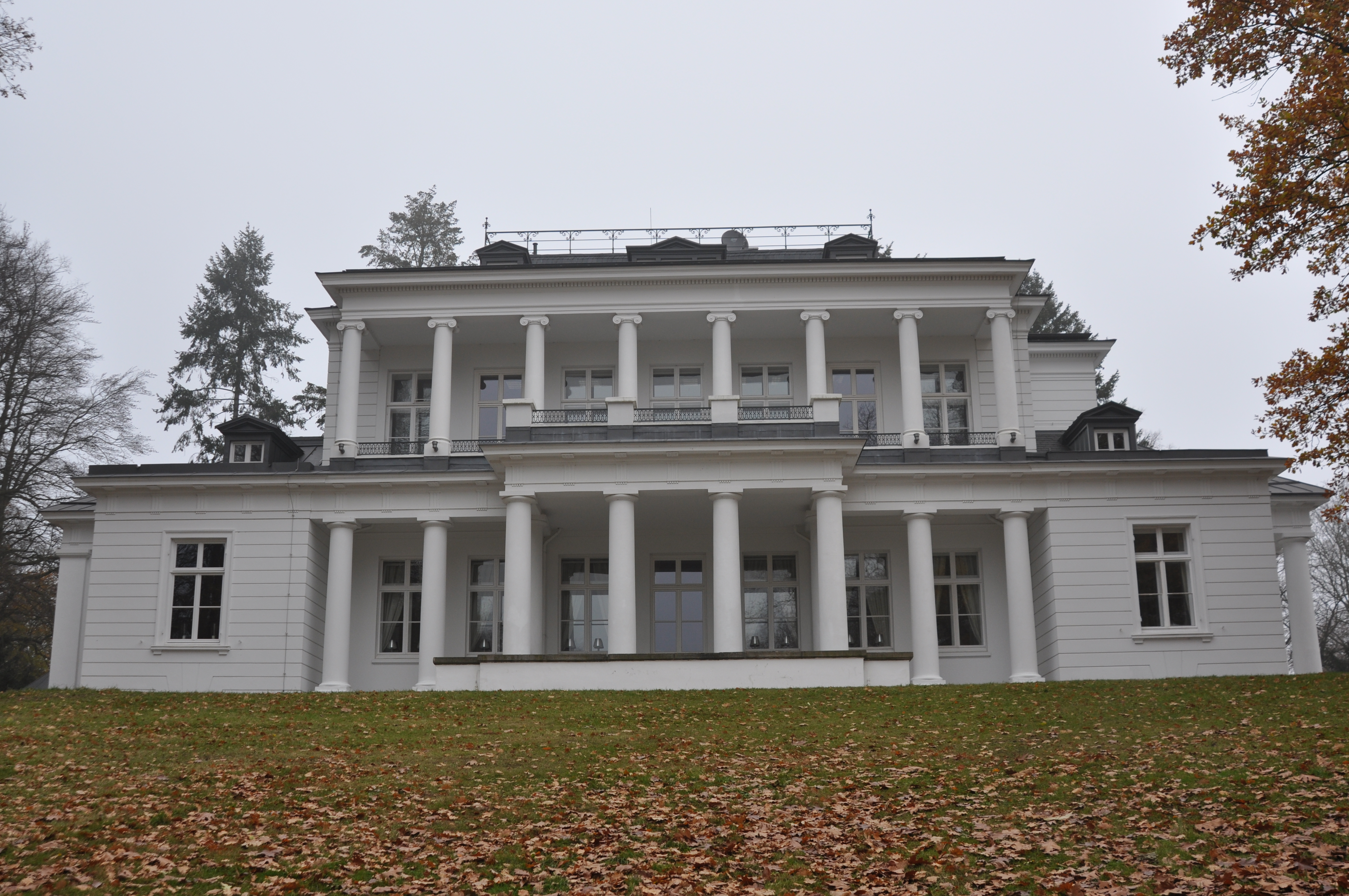
Gosslerhaus no Parque Gosslers

A Gosslerhaus fica ao lado da Casa Hesse e do Katharinenhof, um dos exemplos mais significativos das mansões imponentes de Hamburgo-Blankenese. O edifício é um patrimônio cultural alemão.

## História
Em 1790, o comerciante e mestre de corte inglês John Blacker adquiriu a propriedade dinamarquesa na cidade de Krähenberg, onde montou um parque inglês. Em 1794, o mestre de obras dinamarquês real Christian Frederik Hansen construiu a casa de campo de um andar, em estilo clássico, originalmente revestida com painéis de madeira, em nome de Blacker. Foi construído na forma de um templo antigo, com um contorno estritamente simétrico das frentes. O comerciante de Hamburgo Theodor Heinrich Groverts adquiriu o prédio em 1811. Em 1816, Daniel Ross (1776-1840), pai do empresário e político de Hamburgo Edgar Daniel Ross, o comprou. Em 1897, John Henry Gossler adquiriu o edifício e o transformou em um prédio de dois andares.
Em 1901, a casa incendiou, mas todo o inventário pôde ser salvo. Gossler reconstruiu a casa de acordo com o antigo layout, mas desta vez de pedra. Na sala do jardim (também chamada de Kaminzimmer), na frente norte, a impressão da decoração original era reproduzida com estuque no teto e na parede, relevos de figuras e relevos pintados. Ross e Gossler também fizeram muito pelo cuidado e embelezamento do parque.
Em 1924, Blankenese comprou uma casa e um parque e montou uma prefeitura . O líder comunitário Heinrich Frahm conseguiu obter um empréstimo do governo do estado da Prússia em Berlim. Os pagamentos foram possibilitados pelo parcelamento e venda da parte nordeste do parque, na qual foi construído o bairro da vila na rua "Parque Gosslers". Em 1927, após a incorporação no Altona da Prússia, o Gosslerhaus serviu como escritório administrativo municipal, depois para eventos culturais, palestras, noites de música e concertos de verão. Desde 1937, o edifício foi usado pela autoridade local Blankenese após a incorporação de Altona em Hamburgo.

## Atualmente
Em 1995, foi fundada a casa Förderverein Gossler, uma iniciativa dos cidadãos blankeneses para cuidar e resgatar a casa. Através do compromisso da associação, a sala do jardim histórico da arte foi extensivamente restaurada. Em 2006, um cliente blankenês adquiriu o prédio da cidade de Hamburgo, o renovou e o renovou com base em um conceito de uso a longo prazo desenvolvido pela Faculdade de Direito de Bucerius e o incorporou a uma fundação de caridade. Ao alugar para a Faculdade de Direito de Bucerius e a Fundação Zeit, a casa e o parque ao redor foram permanentemente acessíveis ao público para fins científicos, culturais e sociais. O interior foi projetado com a ajuda do banco Sal. Oppenheim jr. & Cie. KGaA renovado. Ao mesmo tempo, a Biblioteca Horst Janssen foi criada juntamente com Lamme Janssen, filha de Horst Janssen. O foco será nas leituras e exposições sobre o trabalho de Janssen. Desde julho de 2017, o Conservatório de Hamburgo é o inquilino da Gosslerhaus.